# Propodeia
Propodeia is een geslacht van vliesvleugeligen uit de familie Pteromalidae. De wetenschappelijke naam van dit geslacht is voor het eerst geldig gepubliceerd in 1993 door Boucek.

## Soorten
Het geslacht Propodeia is monotypisch en omvat slechts de volgende soort:
- Propodeia complexa Boucek, 1993